# 윤석열 대통령 탄핵 반대운동
윤석열 대통령 탄핵 반대운동은 2024년 12월 3일에 일어난 윤석열 대통령의 계엄 선포를 이유로, 국회가 탄핵절차를 진행하여 12월 14일 탄핵표결이 이루어져 윤 대통령의 직무가 정지된 후에 일어난 대국민 탄핵반대 운동이다. 이 운동은 윤석열 대통령의 탄핵을 반대하는 시민들과 정치 세력이 주도한 운동이다. 탄핵 추진이 본격화되자, 보수 성향 단체 및 지지층을 중심으로 반대 여론이 형성되었으며, 이를 저지하기 위한 집회와 성명 발표가 이어졌다.

## 참여 단체
1. 대한민국바로세우기운동본부(대국본)[2]
2. 국민의힘
3. 세이브코리아 국가비상기도회
4. 자유수호대학연대
5. 서울대 트루스포럼
6. 대통령 국민변호인단
7. 전국탄핵반대청소년연합[3]

## 집회시위에 관한 법률 위반
대톳회 신고 시간을 주말과 심야 집회 소음으로 인하여 지역 주민에게 피해를 주어 논란이 되고 있다.

## 같이 보기
- 윤석열 대통령 탄핵
- 2025년 서울서부지방법원 습격